# Жегларці
Жегла́рці (болг. Жегларци) — село в Добрицькій області Болгарії. Входить до складу общини Тервел.

## Населення
За даними перепису населення 2011 року у селі проживали 880 осіб.
Національний склад населення села:
| Національність   | Кількість осіб | Відсоток |
| ---------------- | -------------- | -------- |
| турки            | 458            | 64,5%    |
| болгари          | 251            | 35,4%    |
| цигани           | 0              | 0%       |
| Всього відповіли | 710            |          |

Розподіл населення за віком у 2011 році:
Динаміка населення: